# ガラレール
ガラレールとはレールの一種で、帯金を曲げて作られた空洞のあるレールのことを指す。「チューブラーレール」とも呼ばれる。
「ガラ」とは「中が空洞のもの」を指す言葉で、対義語は「ムク」である。

## 概要
素材が帯金なので中実のレールを製造する場合と比較して生産設備が簡便で比較的製造が容易であることから古くから製造されており、主に鉄道模型の黎明期に三線式レールで多用されたが、愛好家の主流がスケール志向になるに従い、実物のレールと道床に近い形をした二線式レールの普及に伴い、徐々に下火になった（そもそもHOゲージのような縮小率の大きい（実サイズの小さい）レールでは構造的に無理）。
日本では交流三線式のOゲージで普及していた。レールはブリキ製で頭部が丸いものと平らなものがあり。丸いものはライオネル社やバセットローク社のフランジの高い玩具列車用であり平らなものはフランジの低いスケールモデル用とされていた。また枕木もブリキ製で3本のレールを固定していたが中央のレールとは絶縁している。
米国の鉄道模型メーカー、ライオネル社のOゲージやバックマン社のGゲージでは現在でも製造販売されている。終戦直後に製造された交流三線式のOゲージの組み立て式レールは進駐軍の使用していたブリキ製の缶詰の空き缶を材料にしていたため、レールの長さが缶を展開した板金の大きさで決まったという逸話がある。
また、鉄道模型以外の用途としては引き戸のレールには現在でも使用されている。